# Dobri Dub (gmina Tutin)
Dobri Dub (cyr. Добри Дуб) – wieś w Serbii, w okręgu raskim, w gminie Tutin. W 2011 roku liczyła 186 mieszkańców.